# 15-Hydroxyprostaglandine déshydrogénase (NAD+)
La 15-hydroxyprostaglandine déshydrogénase NAD+-dépendante est une oxydoréductase qui catalyse la réaction :
Prostaglandine E2 + NAD+  {\displaystyle \rightleftharpoons }  (5Z,13E)-11α-hydroxy-9,15-dioxoprost-5,13-diénoate + NADH + H+.
Cette enzyme intervient dans la dégradation de la prostaglandine E2.